# Italo Cremona
Italo Cremona (Cozzo, 18 aprile 1905 – Torino, 20 dicembre 1979) è stato un pittore, scenografo, costumista nonché arredatore, sceneggiatore, scrittore e saggista italiano.

## Biografia
Figlio del medico Antonio Cremona e di Marianna Pasciutti, perse il padre quando era ancora adolescente, caduto mentre svolgeva il suo lavoro da militare durante la prima guerra mondiale. Dopo aver conseguito la laurea in giurisprudenza inizia dal 1927 a dedicarsi alla pittura a Torino, dapprima presso l'Accademia Albertina e poi alla Società degli Amici dell'Arte. Seguace all'inizio di Mario Gachet e Vittorio Cavalleri, si avvicinò in seguito allo stile pittorico di Felice Casorati, iniziando a partecipare a diverse mostre ed esposizioni: nel 1928 a Torino, nel 1931 a Roma, nel 1932 alla XVIII Esposizione internazionale d'arte della Biennale di Venezia, nel 1933 a Genova.
Conosciuto Mino Maccari, collaborò alla rivista da lui diretta Il Selvaggio e ad altre pubblicazioni (Emporium, Primato, La Fiera Letteraria, Paragone, Il Caffè) e dal 1938 iniziò l'attività di scenografo, arredatore, costumista e sceneggiatore per il cinema – collaborando soprattutto con Flavio Calzavara, con il quale lavora in otto film – e il teatro che proseguirà fino al 1953. Nel dopoguerra svolse anche attività di insegnante e, dal 1956, dirigente, scrivendo inoltre due romanzi La coda della cometa (Vallecchi 1968) e Monumento pieno d'acqua (postumo, Edizioni Pananti 1989), e i racconti Armi improprie (Einaudi 1976) e Zona ombra (Einaudi 1977), e saggi critici sulla pittura, tra i quali Il tempo dell'Art Nouveau, del 1964. Dopo la sua morte, avvenuta nel dicembre del 1979 a Torino all'età di 74 anni, nel 2001 venne costituito il suo archivio storico da parte degli eredi.

## Filmografia

### Scenografia
- Pietro Micca, regia di Aldo Vergano (1938) – anche costumista
- Sotto la croce del sud, regia di Guido Brignone (1938) – anche costumista
- Crispino e la comare, regia di Vincenzo Sorelli (1938) – anche costumista
- Piccoli naufraghi, regia di Flavio Calzavara (1939)
- Il segreto inviolabile, regia di Julio Fleischner (1939) – anche arredatore
- La figlia del Corsaro Verde, regia di Enrico Guazzoni (1940) – solo arredatore
- Don Buonaparte, regia di Flavio Calzavara (1941) – solo costumista e arredatore
- Confessione, regia di Flavio Calzavara (1941) – anche arredatore
- Cenerentola e il signor Bonaventura, regia di Sergio Tofano (1942) – anche arredatore
- Carmela, regia di Flavio Calzavara (1942) – anche sceneggiatore e assistente regista
- La contessa Castiglione, regia di Flavio Calzavara (1942) – solo assistente regista
- Calafuria, regia di Flavio Calzavara (1943) – anche arredatore e aiuto regista
- Dagli Appennini alle Ande, regia di Flavio Calzavara (1943) – solo arredatore e sceneggiatore
- Resurrezione, regia di Flavio Calzavara (1944) – anche costumista e sceneggiatore
- Fatto di cronaca, regia di Piero Ballerini (1944) – anche aiuto regista
- Peccatori, regia di Flavio Calzavara (1945) – anche sceneggiatore e aiuto regista
- L'angelo del miracolo, regia di Piero Ballerini (1945)
- Genoveffa di Brabante, regia di Primo Zeglio (1947) – anche costumista e aiuto regista
- La monaca di Monza, regia di Raffaello Pacini (1947) – anche costumista e aiuto regista
- Nerone e Messalina, regia di Primo Zeglio (1953) – anche costumista